# 哈夫里利夫卡 (別里斯拉夫區)

哈夫里利夫卡（烏克蘭語：Гаврилівка）是位於烏克蘭南部的村莊，由赫爾松州别里斯拉夫区的新亞歷山德里夫卡市鎮負責管轄。該村始建於1780年，面積233平方公里，海拔高度75米，2001年人口1,509，人口密度每平方公里6.5人。